# Josip Ćorluka
Josip Ćorluka (Grude, 3 marzo 1995) è un calciatore bosniaco, centrocampista dello Zagłębie Lubin.

## Carriera

### Club
Nella stagione 2023-2024 ha segnato un gol nella fase a gironi della Conference League.

### Nazionale
Ha giocato nelle nazionali giovanili bosniache Under-17, Under-19 ed Under-21.
Esordisce in nazionale il 12 novembre 2020 nell'amichevole contro l'Iran persa 2 a 0.

## Statistiche

### Cronologia presenze e reti in nazionale
| Cronologia completa delle presenze e delle reti in nazionale ― Bosnia ed Erzegovina | Cronologia completa delle presenze e delle reti in nazionale ― Bosnia ed Erzegovina | Cronologia completa delle presenze e delle reti in nazionale ― Bosnia ed Erzegovina | Cronologia completa delle presenze e delle reti in nazionale ― Bosnia ed Erzegovina | Cronologia completa delle presenze e delle reti in nazionale ― Bosnia ed Erzegovina | Cronologia completa delle presenze e delle reti in nazionale ― Bosnia ed Erzegovina | Cronologia completa delle presenze e delle reti in nazionale ― Bosnia ed Erzegovina | Cronologia completa delle presenze e delle reti in nazionale ― Bosnia ed Erzegovina |
| Data                                                                                | Città                                                                               | In casa                                                                             | Risultato                                                                           | Ospiti                                                                              | Competizione                                                                        | Reti                                                                                | Note                                                                                |
| ----------------------------------------------------------------------------------- | ----------------------------------------------------------------------------------- | ----------------------------------------------------------------------------------- | ----------------------------------------------------------------------------------- | ----------------------------------------------------------------------------------- | ----------------------------------------------------------------------------------- | ----------------------------------------------------------------------------------- | ----------------------------------------------------------------------------------- |
| 12-11-2020                                                                          | Sarajevo                                                                            | Bosnia ed Erzegovina                                                                | 0 – 2                                                                               | Iran                                                                                | Amichevole                                                                          | -                                                                                   |                                                                                     |
| 18-11-2020                                                                          | Sarajevo                                                                            | Bosnia ed Erzegovina                                                                | 0 – 2                                                                               | Italia                                                                              | UEFA Nations League 2020-2021 - 1º turno                                            | -                                                                                   |                                                                                     |
| 18-12-2021                                                                          | Carson                                                                              | Stati Uniti                                                                         | 1 – 0                                                                               | Bosnia ed Erzegovina                                                                | Amichevole                                                                          | -                                                                                   | 62’                                                                                 |
| Totale                                                                              |                                                                                     | Presenze                                                                            | 3                                                                                   |                                                                                     | Reti                                                                                | 0                                                                                   |                                                                                     |

## Palmarès

### Club

#### Competizioni nazionali
- Coppa di Bosnia: 3

Široki Brijeg: 2016-2017
Zrinjski Mostar: 2022-2023, 2023-2024
- Campionato bosniaco: 2

Zrinjski Mostar: 2021-2022, 2022-2023